# Vovtcha (Donets)
Pour les articles homonymes, voir Vovtcha.
Vovtcha (Donets)

La Vovtcha (en russe : Во́лчья) ; (en ukrainien : Во́вча) est une rivière qui prend sa source au sud de la Russie, dans l'oblast de Belgorod et poursuit son cours en Ukraine, dans l'oblast de Kharkiv, où elle se jette dans la rivière Donets, principal affluent du fleuve Don.
Prenant sa source près la localité de Borisvka, elle s'écoule vers l'ouest, parallèlement à la frontière entre la Russie et l'Ukraine, et traverse la ville de Vovtchansk, avant de confluer plus à l'ouest avec le Donets, au niveau de la localité de Hatyshche.